# Шестаково (Иркутская область)
Шестаково — посёлок (с 1956 до 2022 гг. — рабочий посёлок) в Нижнеилимском районе Иркутской области России. Административный центр Шестаковского муниципального образования.

## География
Расположен на берегу Усть-Илимского водохранилища реки Илим

## История
Илим был наделён статусом посёлка городского типа (рабочего посёлка) в 1956 году. 23 февраля 1960 года Илим был переименован в Шестаково.
Законом от 5 декабря 2022 года Шестаково преобразовано с 1 января 2023 года в сельский населённый пункт (посёлок).

## Население
| 1970 | 1979  | 1989  | 2002  | 2009 | 2010 | 2011 |
| ---- | ----- | ----- | ----- | ---- | ---- | ---- |
| 6781 | ↘2201 | ↘1714 | ↘1113 | ↘994 | ↘772 | ↘763 |
| 2012 | 2013  | 2014  | 2015  | 2016 | 2017 | 2021 |
| ↘734 | ↘720  | ↘694  | ↘673  | ↘628 | ↘606 | ↘463 |